# La diosa coronada
La diosa coronada es una serie de televisión estadounidense producida por RTI Producciones para Telemundo, grabada en Colombia y basada en la vida de la exreina colombiana Angie Sanclemente Valencia, por su vinculación con una red de narcotráfico que utilizaba personas para vender el producto.

## Sinopsis
La diosa coronada cuenta la historia de Raquel Santamaría, una hermosa joven de carácter fuerte y ambicioso, que ha crecido en la pobreza. Cansada de tanta miseria, Raquel decide utilizar su belleza para salir adelante y es en el universo de los reinados de belleza donde encuentra una oportunidad. En el camino conoce a Genaro el cual es que la introduce al mundo del narcotráfico. De esta manera, Raquel logra hacer una gran fortuna y convertirse en una de los traficantes más grandes del negocio, a quien conocen como “La diosa coronada”.

## Reparto
- Carolina Guerra - Raquel Santamaría Cruz "La diosa coronada"
- Arap Bethke - Genaro Castilblanco
- Jonathan Islas - Kevin Avarado
- Carolina Gaitán - Valeria
- Margarita Reyes - Kathya
- Valentina Lizcano - Adelaida Páez
- Angeline Moncayo - Zulma
- Pedro Falla - Capitán Castro
- John Mario Izquierdo - Guzmán
- Rodolfo Valdés - Darío
- Carlos Camacho - Roger
- Luces Velásquez - Doña Matilde Cruz
- Katherine Porto - Norida Beltrán
- Alberto Palacio - Neron
- Giovanni Galindo - Ernesto "Siniestro"
- Nicole Santamaría - Juliana
- Adriana Lopez - Priscila
- Martha Silva
- Angela Deantonio
- Camilo Álvarez
- Diego Camacho
- Victor Hugo Ruíz - Damián
- Gustavo Monsalve
- Paola Díaz - Sandra
- John Jairo Aldana
- Mafe Barreto - Sofía
- Lincoln Palomeque - Lucas
- Jose Rubio
- Luis Fernando Bohorquez
- Marcelo Cezán
- Diego Narváez
- Pedro Falla
- Jonathan Montero